# Споднє Местинє
Споднє Местинє (словен. Spodnje Mestinje) — поселення в общині Шмарє-при-Єлшах, Савинський регіон, Словенія. 
Висота над рівнем моря: 206,5 м.